# Deacon Blues
Deacon Blues ist ein Lied von Donald Fagen und Walter Becker, der 1977 von der Jazz-Rockband Steely Dan veröffentlicht wurde. Er wurde auf dem Album Aja veröffentlicht und 1978 als zweite Single ausgekoppelt. Er erreichte Platz 19 in den Billboard-Charts.

## Allgemeines
Das Lied in G-Dur wurde weitgehend in Fagens Haus in Malibu geschrieben und wurde durch seine Beobachtung angeregt, dass „[...] wenn ein College-Football-Team wie die University of Alabama einen grandiosen Namen wie die Crimson Tide hat, sollten die Nerds und Verlierer auch einen grandiosen Namen haben.“ „Wir waren keine ernsthaften Fußballfans, aber der Name von Deacon Jones war in den 1960er und frühen 70er Jahren oft in den Nachrichten, und wir mochten, wie er klang.“
Der Protagonist des Songs wurde von Fagen als „autobiografisch“ bezeichnet, da er die Träume von Fagen und Becker widerspiegele, Jazzmusiker zu werden, während sie in den Vorstädten lebten. Von Becker als „Verlierer“ charakterisiert, sollte das Thema des Liedes „[...] einen zerbrochenen Traum von einem gebrochenen Menschen, der ein gebrochenes Leben führt“ widerspiegeln.
Die britische Band Deacon Blue benannte sich 1985 nach dem Song.

## Aufnahme
Nachdem das Lied aufgenommen war, beschlossen Becker und Fagen, ein Saxophonsolo hinzuzufügen und beauftragten ihren Produzenten, Gary Katz, dafür zu sorgen, dass Pete Christlieb, Saxophonist der Johnny Carson’s Show, das Solo spielte. 

„Sie haben mir gesagt, dass ich spielen soll, was ich fühle. Hey, ich bin Jazzmusiker, genau das mache ich ... also habe ich mein erstes Solo aufgenommen ... wir haben es angehört und sie haben gesagt, es sei großartig. Ich habe einen zweiten Take aufgenommen und das ist der, die sie benutzt haben. Ich war in einer halben Stunde weg. Und plötzlich höre ich mich in jedem Flughafen-WC der Welt.“

## Besetzung
- Donald Fagen – Synthesizer, Gesang
- Walter Becker – Bass
- Larry Carlton, Lee Ritenour – Gitarre
- Victor Feldman – Elektrisches Klavier
- Bernard Purdie – Schlagzeug
- Pete Christlieb – Tenorsaxophon
- Dean Parks – Akustische Gitarre
- Venetta Fields, Clydie King, Sherlie Matthews – Hintergrundgesang